# أنتوني-ماريا براون (فيكونت مونتاجو الثاني)
أنتوني-ماريا براون (بالإنجليزية: Anthony Maria Browne 2nd Viscount Montagu)‏ هو فيكونت مونتاجو الثاني ونبيل إنجليزي خلال فترة تيودور وفترة ستيوارت وُلد في عام 1574، ومات في 23 أكتوبر 1629 كان أبوه هو أنتوني براون الابن، وكان هو الابن الأكبر أنتوني براون، فيكونت مونتاجو الأول، وقد أصبح فيكونت مونتاجو الثاني في عمر الثامنة عشر عامًا بعد وفاة جده عام 1592، وقد ورث منه عقارات تتراوح قيمتها ما بين 3600 و5400 جنيه استرليني سنويًا